# Heinrich Dohm
Heinrich August Emil Dohm (født 27. september 1875 i København, død 28. januar 1940 sammesteds) var en dansk maler.
Dohm er uddannet på Kunstakademiet i København hos Otto Bache og Frants Henningsen fra 1894 til 1898.
Heinrich Dohm malede især portrætter, landskaber og folkelivsbilleder. Maleriet Christian X rider over Grænsen 1920 efter Genforeningen fra 1921 skabte opmærksomhed omkring Dohms navn og gav ham genbrud som portrætmaler. Fra ca. 1925 dyrkede Dohm om sommeren friluftsmaleri på Fanø.

## Billeder
| - Værker af Heinrich Dohm - Skuespilleren Olaf Poulsen, 1895 - Interiør med en læsende kvinde, 1899 - Maleren Hugo Larsen, 1899 - Portrætinteriør, 1901 - Karl Schrøder, før 1902 ? (maler, keramiker, møbeltegner) - Niels Hassing, 1903 - En mor læser med sin datter, 1904 - Et par siddende på en skråning i gyldent lys, 1907 - Christen Høyer, amtsvejinspektør i Ribe Amt, 1914 - "Den store hvide flok", 1908-15, Holmens Kirkegårds kapel - Digteren Sophus Michaëlis, 1917 - Maleren Sigvard Hansen, 1917 - En landsbygade på Fanø i aftensol, 1925 |